# MC Вспышкин
MC Вспышкин, справжнє ім'я Володимир Олександрович Турков (укр. MC Вспишкін, 31 жовтня 1936 — 14 листопада 2011, Санкт-Петербург) — радянський і російський діджей, електронний музикант, радіоведучий, один з творців і учасник музичного гурту «MC Вспышкин & Никифоровна».

## Біографія

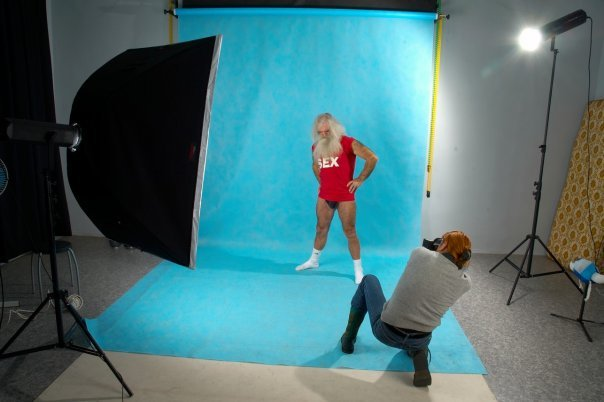
Рекламні фото MC Вспышкина, 2006 рік.

Володимир Олександрович Турков, відомий як МС Вспышкин, народився 31 жовтня 1936 року в родині Віри Марківни Вишневської (1919—2012). Мав молодшого брата Миколу. Коли Володимиру Олександровичу було два роки, батька репресували, внаслідок чого він помер, і тому виховання братів лягло на плечі матері та бабусі по материнській лінії Ніни Федорівни Вишневської. Пережив блокаду Ленінграда разом з мамою, бабусею, братом і тіткою Ганною. Після смерті батька, мати вийшла заміж знову, вітчим полюбив братів як своїх дітей. Виховував їх добре, тому брати завжди були спокійні і врівноважені, ніколи не сварилися і не лаялися. 23 квітня 2010 року Вспишкін у числі інших ветеранів та блокадників отримав ключі від квартири від губернатора Петербурга Валентини Матвієнко.
14 листопада 2011 року помер від серцевого нападу у віці 75 років у Санкт-Петербурзі на станції метро «Вулиця Дибенко». Був похований 18 листопада на Смоленському православному кладовищі.

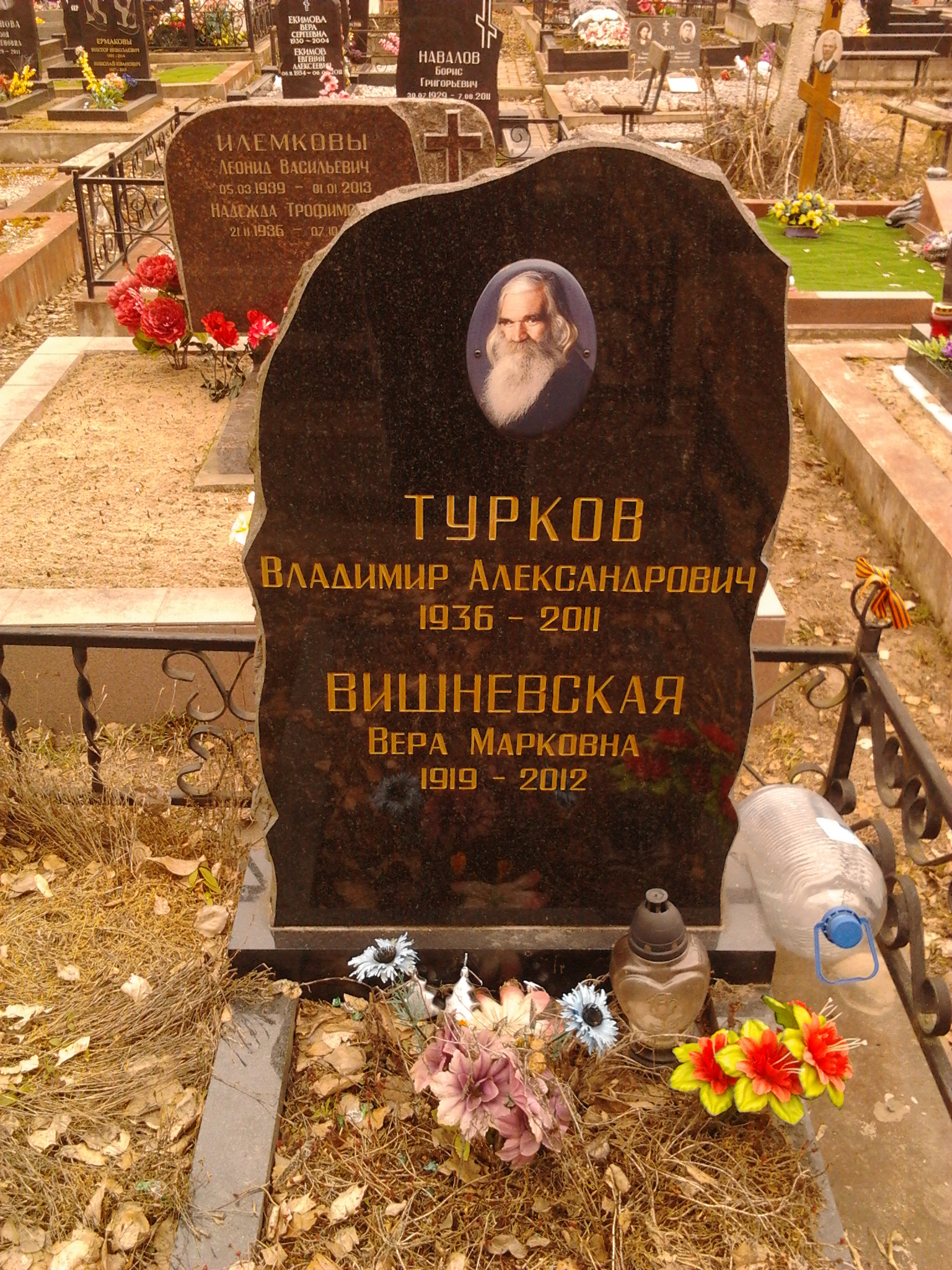
Надгробок Ст. А. Туркова (МС Вспышкин) і його матері Ст. М. Вишневської на Смоленському православному кладовищі Санкт-Петербурга.

Мама МС Вспишкіна Віра Марківна на 1 рік пережила свого сина, померши у 2012 році у віці 93 років.

### Особисте життя
Жінка Надія. Донька Анастасія, близнюки Юліан, і Девід.

## Кар'єра
Широко поширена біографія артиста містить інформацію про те, що MC Вспишкін — перший діджей в Росії і в світі, який зводив платівки ще на патефонах. На офіційному сайті виконавця дана інформація знаходиться в розділі «Легенда», і очевидним чином вона є плодом художнього вимислу, розповідала творча біографія Туркова, оскільки в епоху патефонів він був ще дитиною: «Пам'ятаю ще на танцях, до війни, в Сільраді сам він танцювати не любив. <…> Він ставив 2 патефона поряд з одного починав грати, то з іншого, а потім разом запускав.» У 1970-х роках Турків був адміністратором групи «Кочівники» («Савояры»).
З початку 2000-х років MC Вспишкін брав участь у кількох великих рейвах у Санкт-Петербурзі («Ковбасний Цех», «Спалах наднової», «День молоді»).
Пізніше на Радіо Рекорд читав «Казки MC Вспишкіна», які також випущені у вигляді аудіокниг. У 2004 році вийшов альбом групи «MC Вспышкин & Никифоровна» — Sex. У 2004 році MC Вспишкін взяв участь у записі треку «Давай, давай» (англ. «Davaj Davaj») хард-транс-продюсера з Данії DJ Aligator. Він вийшов як CD-синглу, а також увійшов до складу альбому DJ Aligator Project Music Is My Language.
Пізніше стало відомо, що Володимир Турков був обличчям групи «MC Вспышкин & Никифоровна». На всіх записах групи звучить голос актора дитячого театру «На Неві» Дмитра Бєкоєва, який озвучував MC Вспишкіна.
Фотографія повністю оголеного MC Вспишкіна була представлена в 2004 році на виставці фотографа Алі Єсипович в Мармуровому палаці Російського музею і пізніше продана на аукціоні в Лондоні за 5000 USD. Виручені кошти музикант використовував для запису нового альбому Вспышкин с пышками.

## Дискографія
- MC Вспышкин & DJ Gagarin — Колбасный Цех 4 (2004)
- MC Вспышкин & Никифоровна — Sex (2004)
- DJ Aligator Project Featuring MC Vspishkin — Davaj Davaj (2004)
- MC Вспышкин & DJ Gagarin — Колбасный Цех 5 (2005)
- MC Вспышкин — Сказки. Том I (2007)
- MC Вспышкин — Сказки. Том II (2008)
- MC Вспышкин — Сказки. Том III (2008)
- MC Вспышкин — Сказки. Том IV (2008)

## Відеокліпи
- MC Вспышкин, Никифоровна, DJ Aligator — Давай, давай (2004)
- MC Вспышкин и Никифоровна — Новогодняя (Меня прёт)
- MC Вспышкин и Никифоровна — ДискотЭка